# Liste der geschützten Landschaftsteile im Bezirk Salzburg-Umgebung
Die Liste der geschützten Landschaftsteile im Bezirk Salzburg-Umgebung enthält die geschützten Landschaftsteile im Bezirk Salzburg-Umgebung (Land Salzburg). Der Bezirk beherbergt insgesamt 27 geschützte Landschaftsteile, wobei alleine drei Schutzgebiete in der Gemeinde Sankt Gilgen und je zwei in den Gemeinden Elsbethen, Eugendorf, Thalgau und Wals-Siezenheim liegen. Die geschützten Landschaftsteile umfassen unterschiedlichste Biotoparten, wobei sich Gewässer, Moorflächen, Wiesen, Alleen und Wälder unter den Schutzgebieten befinden.

## Geschützte Landschaftsteile
| Foto |                 | Name                                                          | ID       | Standort | Beschreibung | Fläche   | Datum      |
| ---- | --------------- | ------------------------------------------------------------- | -------- | --- | --- | -------- | ---------- |
| 1    | Datei hochladen | Eichenbestand bei Hagenau                                     | GLT00094 | Bergheim (Flachgau) KG: Bergheim I Standort | Der geschützte Landschaftsteil beherbergt alte Stieleichen (Quercus robur). Sie wurden zum Erhalt des Landschaftsgepräges unter Schutz gestellt. | 420 m²   | 22.01.1992 |
| 1    | Datei hochladen | Glasenbachklamm                                               | GLT00064 | Elsbethen KG: Elsbethen, Höhenwald, Gaisberg II, Aigen II Standort | Die Glasenbachklamm wurde vor allem auf Grund ihrer schöne Fels- und Erosionsformen sowie aus ökologischen Gründen unter Schutz gestellt. Eine wichtige Rolle spielen jedoch auch wissenschaftliche Gründe, die Erholungsfunktion und der Artenschutz. Die durch den Klausbach geformte Klamm weist geologische Faltenbildungen, versteinerte Fossilien und ein feuchtes, kühles Klima auf. Vorherrschende Pflanzengesellschaft ist der Schluchtwald, im Talbodenbereich finden sich einige Auwaldpflanzen. Teilweise kommt das geschützte Hirschzungenfarn hier vor. | 82,82 ha | 02.12.1987 |
| 1    | Datei hochladen | Römerweg in Elsbethen                                         | GLT00122 | Elsbethen KG: Aigen II Standort | Der Römerweg wurde vor allem aufgrund der Landschaftsästhetik und seiner kulturgeschichtlichen Bedeutung unter Schutz gestellt. Das Gebiet soll nach Ansinnen der Behörden für die Erholung auf Grund des Wechselspiels zwischen den Landschaftselementen Wasser und Wald in ausgewogener natürlicher Weise erhalten bleiben. Das Areal beherbergt einen markanten Baumbestand von 80 bis 200-jährigen Eschen-, Eichen-, Hainbuchen-, Linden- und Ahornbäumen. Entlang des Römerweges sind mehrere Konglomeratsteine erhalten, während im nördlichen Teil des Schutzgebietes vom periodisch trocken fallenden Fagerbach durchflossen wird.                                                                                            | 0,29 ha  | 10.01.2011 |
| 0 BW | Datei hochladen | Moorwiese bei Egg Schwaighofen                                | GLT00073 | Eugendorf Standort | Die Moorwiese wird von einer Hangquelle gespeist und weist vor allem für die Ökologie eine wichtige Bedeutung als Teil des Biotopverbundnetzes, als Retentionskörper bei starken Niederschlägen und als „kleinklimatischer“ Luftbefeuchter. Hinzu kommt eine wichtige Bedeutung für den Artenschutz und die Landschaftsästhetik. Die Wiese beherbergt dabei geschützte Pflanzen wie Orchideen, Sonnentau, Mehlprimel und Enzian. | 2,5 ha   | 01.03.1989 |
| 1    | Datei hochladen | Wildmoos beim Eibensee                                        | GLT00091 | Fuschl am See KG: Fuschl Standort | Das Wildmoos, nördlich des Landschaftsschutzgebiets Eibensees gelegen, ist ein typisches Hochmoor mit einer mehrere Meter umfassenden Torfauflage. Das Wildmoos beherbergt einen sehr locker stockenden Fichtenwald sowie vereinzelt auch Kiefern und Tannen sowie Latschenhorste auf. Dazwischen liegen Moorwiesen mit Schilfbestand sowie kleine Tümpel. | 13,33 ha | 06.11.1991 |
| 1    | Datei hochladen | Grundner Moos                                                 | GLT00110 | Eugendorf, Hallwang KG: Eugendorf, Hallwang GrStNr: 1257/1; 1257/2; 1258/1–3; 1259; 916/; 916/2 Standort                                                                       | Das Grundner Moos ist der Rest eines ehemals ausgedehnteren Hochmoores, wobei das Schutzgebiet eine Streuwiese, eine feuchte Futtergraswiese und einen Moorrandwald umfasst. | 2,85 ha  | 05.05.1999 |
| 0 BW | Datei hochladen | Alm-Wiese Faistenau                                           | GLT00035 | Faistenau KG: Anger GrStNr: 498,499 ff. Standort | Die Almwiese ist eine natürliche Streuwiese mit Vorkommen des Stängellosen Kalk-Enzians (Gentiana clusii), der Mehlprimel (Primula farinosa), Wollgräsern und verschiedenen Orchideenarten. | 1,15 ha  | 22.02.1984 |
| 0 BW | Datei hochladen | Oellinger Moos                                                | GLT00039 | Henndorf am Wallersee KG: Henndorf GrStNr: 3689 Standort | Das Oellinger Moos stellt den Überrest eines ehemals 30 ha großen Niedermoorkomplexes im Bereich Ölling-Neufahrn dar. Der Restmoorbestand ist eine Streuwiese mit Niedermoorcharakter bzw. kleinflächigem Übergangsmoorcharakter. | 1,38 ha  | 22.02.1985 |
| 1    | Datei hochladen | Tiefsteinklamm                                                | GLT00019 | Köstendorf, Schleedorf KG: Schleedorf, Tödtleinsdorf GrStNr: 1620/4 u. a. Standort                                                                                             | Das Schutzgebiet liegt an der Grenze der Gemeinden Köstendorf und Schleedorf und umfasst den östlichen Teil der Tiefsteinklamm zwischen der Fischachmühle und der Brücke, auf der die Straße Schleedorf-Helming den Bach quert. | 1,44 ha  | 23.09.1981 |
| 1    | Datei hochladen | Orchideen-Streuwiese Knotzing Lamprechtshausen                | GLT00081 | Lamprechtshausen KG: Lamprechtshausen Standort | Die nährstoffarme Streuwiese die lediglich im Norden durch Überflutungen feuchten Charakter aufweist. Die Orchideenwiese beherbergt Vorkommen des Helm-Knabenkrauts (Orchis militaris), des Breitblättrigen Knabenkrauts (Dactylorhiza majalis), des Gefleckten Knabenkrauts (Dactylorhiza maculata), der Zweiblättrigen Waldhyazinthe (Platanthera bifolia), der Sumpf-Stendelwurz (Epipactis palustris), des Großen Zweiblatts (Listera ovata) und der Mücken-Händelwurz (Gymnadenia conopsea). | 1,38 ha  | 28.03.1990 |
| 1    | Datei hochladen | Buchberg                                                      | GLT00120 | Mattsee KG: Mattsee Standort | Der Buchberg wurde vor allem für die Erholung, die Wohlfahrt und seiner Bedeutung für die Landschaftsästhetik unter Schutz gestellt. Er ist aus Flyschgesteinen aufgebaut und stellt die höchste Erhebung im Gebiet des Wallersee- bzw. Mattseebeckens dar. Der geschützte Landschaftsteil ist Grundlage für und deckungsgleich mit dem Naturpark Buchberg. | 34,06 ha | 01.05.2007 |
| 0 BW | Datei hochladen | Lindengruppe beim Samshofbauern                               | GLT00010 | Neumarkt am Wallersee KG: Neumarkt Land GrStNr: 62 Standort | Die Lindengruppe beim Samshofbauern besteht aus drei Winter-Linden (Tilia cordata), die sich um eine Kapelle an der Bundesstraße zwischen Neumarkt und Steindorf gruppieren. Die Bäume weisen ein Alter zwischen 120 und 150 Jahre auf, sind zwischen 18 und 23 m hoch und weisen einen Brusthöhenumfang von 3,2 bis 6 m auf. | 121 m²   | 30.07.1980 |
| 1    | Datei hochladen | Weitwörther Allee                                             | GLT00011 | Nußdorf am Haunsberg KG: Weitwörth GrStNr: 1050/8 Standort | Die Weitwörther Allee wurde 1860 gepflanzt und zur Erhaltung ihrer Gestalt und Form unter Schutz gestellt. Besonders wertvoll ist die Allee aufgrund des Eichenbestandes. | 1,06 ha  | 30.07.1980 |
| 1    | Datei hochladen | Tümpel bei Lindach                                            | GLT00026 | Oberndorf bei Salzburg KG: Oberndorf GrStNr: 765/1; 766 Standort | Der Tümpel liegt auf einer Anhöhe und ist im Osten von Mischwald und an den übrigen Ufern von Wiesen umgeben. Er weist auf Grund der artenreichen Vegetation und seine Rolle für das Landschaftsbild eine wichtige Bedeutung auf. Neben Wasserfröschen konnten hier Ringelnattern und Eisvögel beobachtet werden. | 0,14 ha  | 25.08.1982 |
| 0 BW | Datei hochladen | Tümpel in Pernerstätt                                         | GLT00086 | Obertrum am See KG: Schönstraß GrStNr: 3113/2, 3113/6, 3114, 3115, 3122, 3095, 3096, 4568/7, 4570, 4571 Standort                                                               | Der Tümpel nahe der Schönstraße nördlich des Anwesens Pernerstätt liegt eingebettet zwischen Großseggen-Wiesen im Norden und Süden sowie zwischen Baum- und Gebüschgruppen im Westen und Osten. Der Tümpel beherbergt geschützte Pflanzen und Tierarten wie Ringelnatter, Teichrose und Sumpfschwertlilie und besitzt zudem eine kleinklimatische Bedeutung. | 3,1 ha   | 30.01.1991 |
| 1    | Datei hochladen | Lilienwiese in St. Georgen                                    | GLT00014 | Sankt Georgen bei Salzburg KG: Holzhausen GrStNr: 131/1,2,3 Standort | Die Lilienwiese befindet sich östlich des Königsberges innerhalb eines geschlossenen Waldgebietes. Die Wiese gehört zum Bürmoos-Komplex, der bereits vor längerer Zeit entwässert und teilweise aufgeforstet bzw. in Streuwiese umgewandelt wurde. Die Lilienwiese ist eine voralpine Pfeifengras-Streuwiese mit Lungen-Enzian (Gentiana pneumonanthe), die im Osten ein großes Vorkommen der Sibirischen Schwertlilie (Iris sibirica) beherbergt. | 1,63 ha  | 05.11.1980 |
| 1    | Datei hochladen | Falkensteinwand St. Gilgen                                    | GLT00075 | Sankt Gilgen KG: Ried GrStNr: 274; 275; 276; 277; 278 Standort | Die Falkensteinwand am Nordufer des Wolfgangsees ist eine nahezu senkrecht in den See fallende Hartkalkwand von rund 200 m Höhe und 600 m Länge. Auf Grund der extremen südexponierten Lage und der Seespiegelreflexion beherbergt die für das Land Salzburg einzigartige Felswand besonders wärmeliebende Pflanzenarten, darunter drei geschützte Arten und 13 seltene Arten. | 18,67 ha | 15.11.1989 |
| 0 BW | Datei hochladen | Feuchtwiesen um den Egelsee Scharfling                        | GLT00096 | Sankt Gilgen KG: Oberburgau GrStNr: 146; 149; 162; 163 ff. Standort | Der geschützte Landschaftsteil befindet sich nächst dem Mondseeufer und beherbergt verschiedene Orchideenarten. | 6,81 ha  | 20.05.1992 |
| 1    | Datei hochladen | Wolfgangseeblick                                              | GLT00119 | Sankt Gilgen KG: Sankt Gilgen GrStNr: 597/1, 597/6, 597/7 Standort | Der Wolfgangseeblick auf einem Parkplatz unterhalb der Wolfgangsee-Bundesstraße ermöglicht einen panoramaartigen Blick auf das Wolfgangseebecken und Teile der Osterhorngruppe. Dieser Platz war bereits im 18. Jahrhundert als Aussichtspunkt bekannt und ist vor allem wegen der Landschaftsästhetik von großer Bedeutung. | 0,23 ha  | 20.04.2006 |
| 0 BW | Datei hochladen | Feuchtbiotop Unseld in Seeham                                 | GLT00097 | Seeham KG: Seeham GrStNr: 490; 300 Standort | Das Feuchtbiotop Unseld ist ein kleiner Tümpel in der Mulde einer hangartigen Wiese. Das Feuchtbiotop weist eine sehr große ökologische und eine große landschaftsästhetische Bedeutung auf. | 0,15 ha  | 17.03.1993 |
| 0 BW | Datei hochladen | Standort der Grünen Nieswurz                                  | GLT00013 | Seekirchen am Wallersee KG: Marschalln GrStNr: 1855; 1858 Standort | Der Standort der vom Aussterben bedrohten Grünen Nieswurz (Helleborus viridis) liegt westlich des Gutes Dingerting. Es handelt sich um den größten bekannten Standort dieser Art im Land Salzburg. | 3,23 ha  | 10.09.1980 |
| 0 BW | Datei hochladen | Tümpel bei Wendling                                           | GLT00017 | Seekirchen am Wallersee KG: Marschalln, Waldprechting GrStNr: 227; 226/3; 3838 Standort                                                                                        | Nahe der Ortschaft Wendling und der Bundesstraße zwischen Salzburg und Obertrum liegt ein Tümpel, der von intensiv genutztem Grünland umgeben ist. Durch seine Ufervegetation ist er das einzige landschaftsgliedernde Element in diesem stark genutzten Grünlandgebiet. | 782 m²   | 05.08.1981 |
| 0 BW | Datei hochladen | Goldberg-Feuchtbiotop                                         | GLT00066 | Straßwalchen KG: Irrsdorf GrStNr: 3378 Standort | Der geschützte Landschaftsteil beherbergt eine Feldgehölzflur und eine offene, ungedüngte Feuchtwiese. | 1,19 ha  | 13.01.1988 |
| 0 BW | Datei hochladen | Birnen und Kastanienallee Thalgau                             | GLT00016 | Thalgau KG: Thalgau GrStNr: 196/1; 276 ff. Standort | Das Schutzgebiet Birnen und Kastanienallee Thalgau umfasst eine doppelreihige Birnenallee aus 30 Bäumen und eine einreihige Birnenallee aus 33 Bäumen im Bereich Pfarrhofallee/Ischlerbahnstraße. Des Weiteren besteht eine doppelreihige Kastanienallee am Nikolaus-Gaertner-Weg. Die Birnenallee besteht aus mehreren Sorten Mostbirnen, die Kastanienallee aus Exemplaren der Gewöhnlichen Rosskastanie (Aesculus hippocastanum). Insgesamt beherbergt der geschützte Landschaftsteil 63 Birnen aus ursprünglichem Bestand mit einem Alter von rund 85 Jahren zum Untersuchungszeitpunkt, sowie 24 Kastanien aus ursprünglichem Bestand (rund 85 Jahre alt) sowie einem nachgepflanzten Birnbaum und 15 nachgepflanzten Kastanien. | 0,94 ha  | 29.04.1981 |
| 0 BW | Datei hochladen | Wasenmoos am Thalgauberg                                      | GLT00023 | Thalgau KG: Thalgauberg GrStNr: 1785/1; 1995/1,2,3 Standort | Das Wasenmoos befindet sich in einer Mulde zwischen Südostabhang der Großen Plaicke und dem Westabhang des Kolomansberges. Die vom Fischbach durchflossene Mulde beherbergt ein Bergmoor, das aus zwei Flächen mit Hochmoorcharakter und einer stark von Torfstecherei beeinträchtigten Fläche besteht. | 6,4 ha   | 05.05.1982 |
| 0 BW | Datei hochladen | Naturwaldreservat Saalach-Altarm und umgrenzende Feuchtwiesen | GLT00040 | Wals-Siezenheim KG: Gois GrStNr: 153; 154/1,2,3,4; 155/1,2; 161/1 Standort | Das Naturwaldreservat Saalach-Altarm umfasst eine rund 2 ha große Silberweidenau (Salicetum albae), die unter anderem auch Grauerlen (Alnus incana) und Schwarzpappeln (Populus nigra) umfasst. Zudem beherbergt das Schutzgebiet einen intakten Altarm, der als Laich- und Brutgewässer für Amphibien und Libellen bedeutsam ist. Das Areal hat teils naturnahe, teils verfichtete Mischwälder sowie ein Wiesenareal. | 10,39 ha | 26.11.1985 |
| 1    | Datei hochladen | Kleßheimer Allee                                              | GLT00123 | Wals-Siezenheim KG: Liefering I GrStNr: 1220/1; 1225/1; 2511/5; 1222; 1221; 271/1; 1227/2; 1225/2; 1227/4; 1223/1; 1226; 1229; 2604/2; 1228/2; 1228/3; 1227/3; 2514/1 Standort | Die Kleßheimer Allee ist Teil des Ensembles rund um Schloss Kleßheim. Die Allee wurde in ihrer Gestalt und Form als landschaftsprägendes Element von kultureller Bedeutung unter Schutz gestellt. | 0,92 ha  | 01.07.2011 |